# Скуаксин-Айленд (индейская резервация)
Скуаксин-Айленд (англ. Squaxin Island Indian Reservation) — индейская резервация, расположенная на Северо-Западе США в западно-центральной части штата Вашингтон.

## История
Племя скуаксин-айленд состоит из нескольких групп прибрежных салишей, говорящих на языке лашутсид: ноосечатл, стехчасс, скуиайтл, т’пиксин, сахевамиш, скуаксин и с’хотлемамиш. Исторически они жили вдоль нескольких бухт южного Пьюджет-Саунда. В 1854 году семь групп вместе с другими племенами южного Пьюджет-Саунда приняли участие в совете с правительством США, на котором они вели переговоры о заключении договора Медисин-Крик. Близлежащие племена нискуалли и пьюаллап также подписали договор. В 1855 году для объединённого племени скуаксин-айленд была создана индейская резервация.
Племя действует в соответствии с конституцией, которая была утверждена 8 июля 1965 года. Руководящим органом является совет племени скуаксин-айленд, состоящий из семи человек, избираемых генеральным советом на трёхлетний срок.

## География
Резервация расположена в западно-центральной части части штата Вашингтон в округе Мейсон. Большинство территории состоит из острова Скуаксин, небольшие участки расположены вокруг неинкорпорированного сообщества Камильче, к югу от города Шелтона, а также на западной стороне острова Харстин.
Общая площадь резервации составляет 8,75 км², из них 8,67 км² приходится на сушу и 0,079 км² — на воду. Штаб-квартира племени находится в городе Шелтон.

## Демография
По данным федеральной переписи населения 2000 года, в резервации проживало 405 человек, из них, 383 человека жили на трастовых землях резервации к юго-востоку от Камильче, а 22 — на острове Харстайн, в то время как большая часть территории резервации, остров Скуаксин, была безлюдной.
В 2019 году в резервации проживало 472 человека. Расовый состав населения: белые — 83 чел., афроамериканцы — 7 чел., коренные американцы (индейцы США) — 209 чел., азиаты — 0 чел., океанийцы — 11 чел., представители других рас — 13 чел., представители двух или более рас — 149 человек. Плотность населения составляла 53,94 чел./км².

## Комментарии
1. ↑  Сам город не входит в состав резервации, а является лишь штаб-квартирой племени.